# Kamil Švrdlík
Kamil Švrdlík (Přerov, 25 novembre 1986) è un cestista ceco.

## Carriera
Con la Rep. Ceca ha disputato due edizioni dei Campionati europei (2013, 2017).

## Palmarès
- Coppa della Repubblica Ceca: 2

Prostějov: 2015
Pardubice: 2016
- Alpe Adria Cup: 1

Pardubice: 2019-20